# Ryszard Byk
Ryszard Byk (ur. 9 lipca 1892 w Brodach, po 1962 w Paryżu) – polski pianista wirtuoz żydowskiego pochodzenia.

## Życiorys
Gry na fortepianie uczył się u Ignacego Friedmana i Teodora Leszetyckiego, teorii i kompozycji – u Guido Adlera i Karla Weigla w Wiedniu. Koncertował w Polsce, Niemczech, we Francji, w Szwajcarii, Bułgarii i Austrii a także, przez dłuższy czas w Stanach Zjednoczonych. W 1926 osiadł na stałe w Paryżu. Przez wiele lat był profesorem Amerykańskiego Konserwatorium w Fontainebleau k. Paryża. Był też krytykiem muz. „La Revue Musicale”. Komponował głównie utwory na fortepian, ale także muzykę kameralną i pieśni.